# S'Arenal de Mallorca
S'Arenal de Mallorca és una publicació quinzenal apareguda el gener de 1981, el maig de 1993 passà a denominar-se l'Estel de Mallorca, i se simplificà a L'Estel a partir del núm. 385 (1998). És dirigida per Mateu Joan Florit i editada inicialment per l'Associació de Veïns de Son Sunyer de s'Arenal, Mallorca, recollia informació de tota la zona de s'Arenal. És membre de l'Associació de Premsa Forana de Mallorca. Com a s'Arenal de Mallorca tenia un tiratge d'uns 3000 exemplars de 20 pàgines, format tabloide, escrit íntegrament en català.
Des de sempre s'ha caracteritzat per la defensa de la llengua catalana i de la identitat nacional, per defensar les llibertats democràtiques i per crear consciència de poble. L'any 1992 li foren retirades les subvencions per part del Govern Balear la qual cosa l'abocà a la reducció de la tirada. Hi han col·laborat Jaume Sastre, Damià Pons, Josep Maria Llompart, Guillem d'Efak, Jaume Santandreu, Biel Majoral, Miquel López Crespí, Joan Antoni Estades de Moncaira i Bisbal, etc. Actualment s'editen 5000 exemplars i arriba a tots els Països Catalans. El setembre de 2011 govern de les Illes Balears del PP va emprendre accions legals contra la revista L'Estel per un presumpte delicte d'injúries contra el president José Ramón Bauzà.